# بخش دنیگومودو
بخش دنیگومودو (به لاتین: Denigomodu District) یک بخش در نائورو است. بخش دنیگومودو ۰٫۹ کیلومتر مربع مساحت و ۱٬۸۰۴ نفر جمعیت دارد و ۲۰ متر بالاتر از سطح دریا واقع شده‌است.